# Papagaio-de-testa-branca
Papagaio-de-testa-branca (Amazona albifrons), é uma espécie de ave da família Psittacidae do género Amazona.
Presentes a norte e Sul do México, desde Sonora a Nayarit até Chiapas. No sudoeste de Guatemala e noeste da Costa Rica.
No seu habitat andam aos pares, grupos ou bandos pequenos de até 20 aves fora da época reprodutiva. Não são tímidos e permitem aproximação. São quietos e tornam-se imperceptíveis quando estão a comer ou a descansar nas árvores.

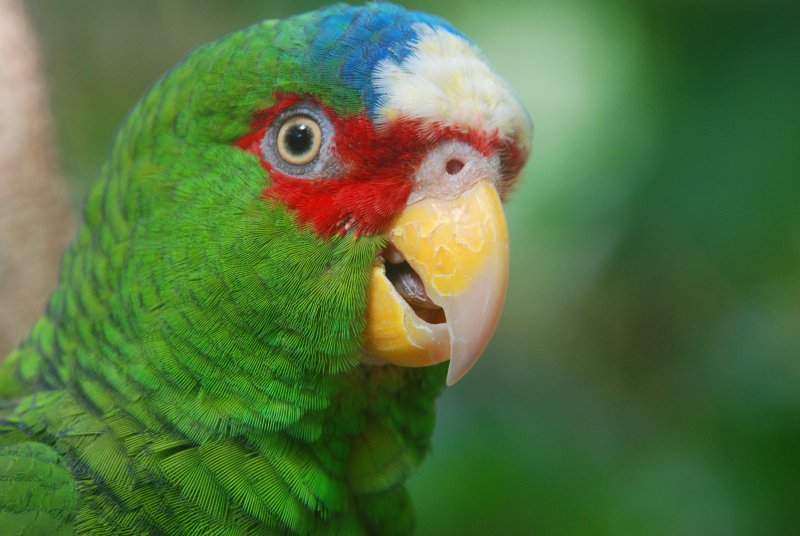

Têm uma plumagem em geral verde com a ponta das penas enegrecidas, as penas da cabeça azuis e a fronte branca, que em alguns papagaios pode ser creme. A área ao redor dos olhos, a face, as narinas e a parte interna das asas são vermelhas. As penas primárias são azuis, a região coberta pelo rabo é verde amarelada, a parte de cima do rabo é verde com as pontas amarelas esverdeadas e as penas laterais são vermelhas, o círculo ao redor dos olhos é cinza, o bico é amarelo acinzentado, a íris vai de amarelo claro a laranja e os pés são cinzas.
O mais pequeno papagaio de todas as espécies Amazona, bonito e relativamente sossegado, é menos rouco do que os seus primos de médio porte. A presença deste simpático papagaio tem vindo actualmente a tornar-se mais frequente nas colecções de avicultores particulares do que há alguns anos atrás. O sexo dos animais desta espécie é fácil de ser determinado a olho nu e os resultados em termos de procriação são hoje em dia considerados bastante frequentes. É um papagaio tímido, mas inteligente com a capacidade de falar como é habitual nas espécies deste género Amazona.
É um dos únicos membros deste género de papagaios em que o sexo pode ser determinado a olho nu. As fêmeas possuem geralmente as asas cobertas de penas verdes e não vermelhas como os machos.
Os machos jovens são semelhantes às fêmeas, mas não possuem cores tão exuberantes, a íris é mais escura e com as penas amarelas na testa em vez de brancas.
Divide-se em três subespécies:
- Amazona amazona albifrons
- Amazona amazona saltuensis (Nelson, 1899) – Peito e abdómen de cor verde com tons de azul; azul da fronte estende-se por toda a cabeça.
- Amazona amazona nana (Miller, 1905) – Idêntico ao albifrons, mas menor em tamanho (24 cm).

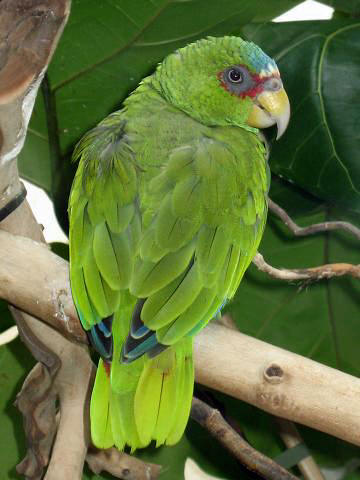
Ave jovem

## Reprodução

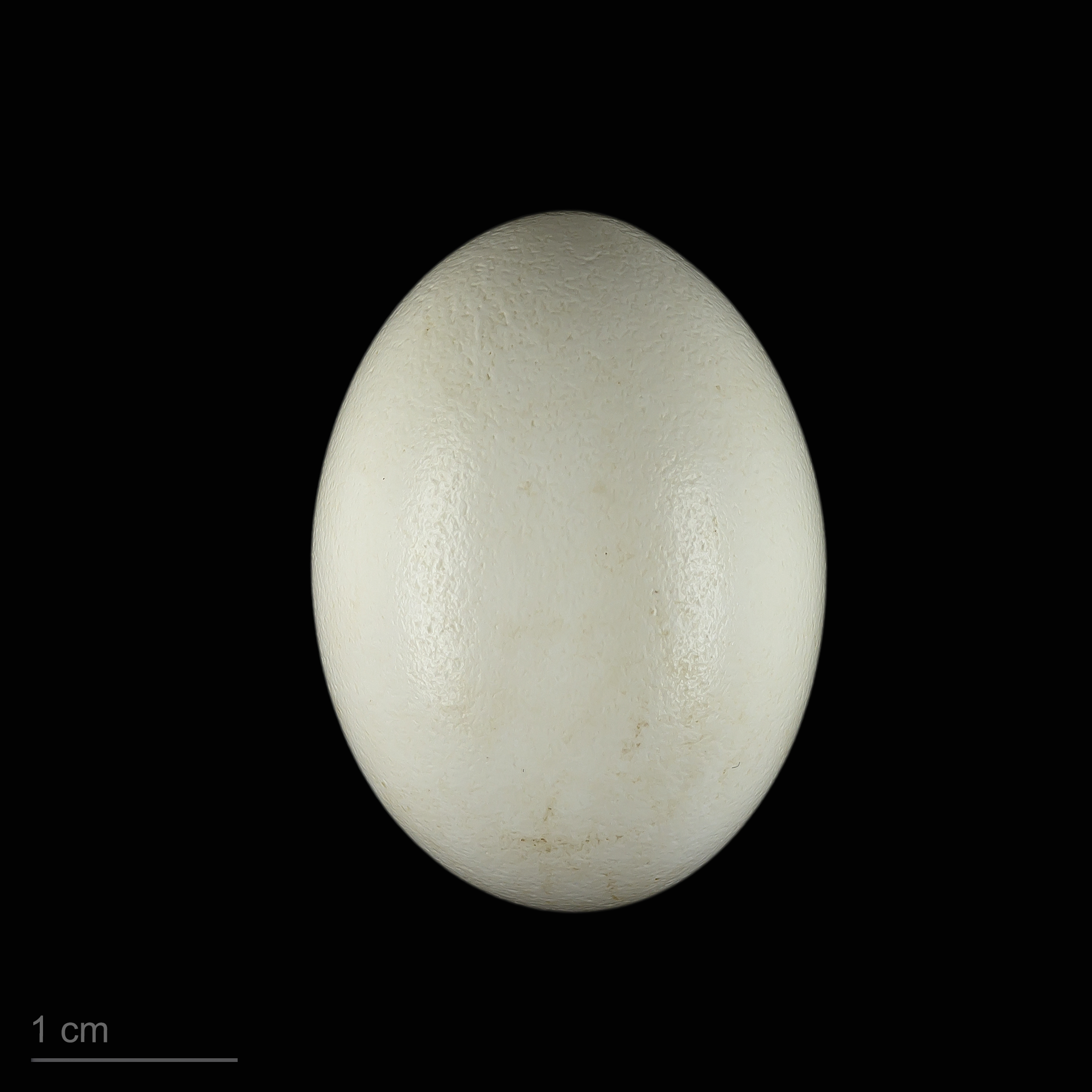
Amazona albifrons - MHNT

Os papagaios dessa espécie fazem ninhos em cavidades de árvores. Sua época de reprodução é geralmente na primavera, a partir de fevereiro e termina no verão (em junho e julho na maioria das áreas). Depois de reprodução, a fêmea colocará uma média de 3-4 ovos branco.Os ovos são incubados por cerca de 26 dias e filhotes deixam o ninho com a idade de cerca de 60 semanas de incubação.